# 比克斯比溪大橋
比克斯比溪大橋（英語：Bixby Creek Bridge），又名比克斯比峽谷大橋（英語：Bixby Canyon Bridge），座落於美國加利福尼亚州大瑟尔海岸，由於其獨特的外觀，是加利福尼亚州其中一條被拍攝得最多的橋樑，也是Apple macOS Big Sur實景桌布的一部分。大橋位於三藩市以南120英里（190）、蒙特雷縣濱海卡梅爾以南13英里（21）處，是1号加利福尼亚州州道的一部分。

## 圖片集

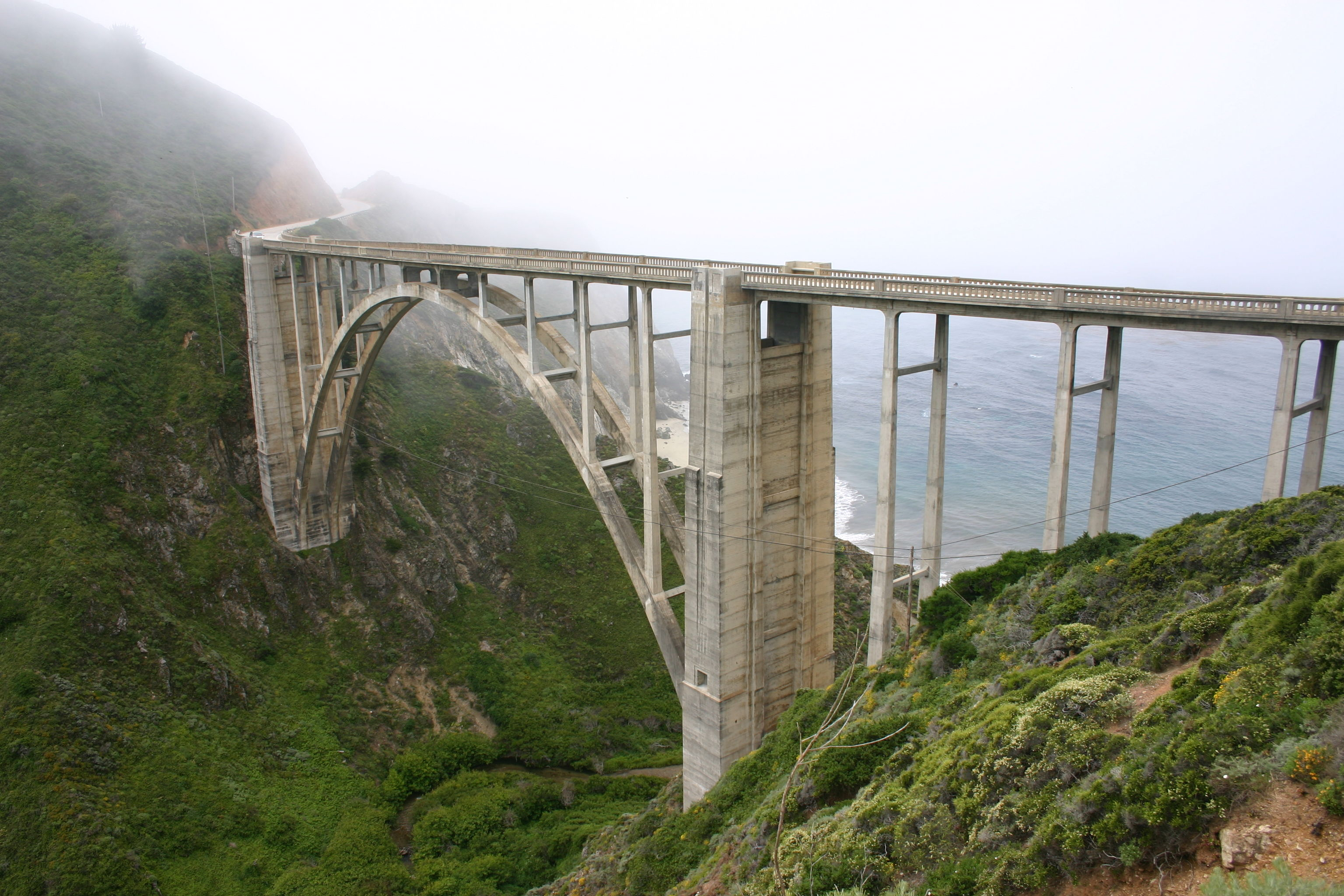
從舊海岸路望向大橋
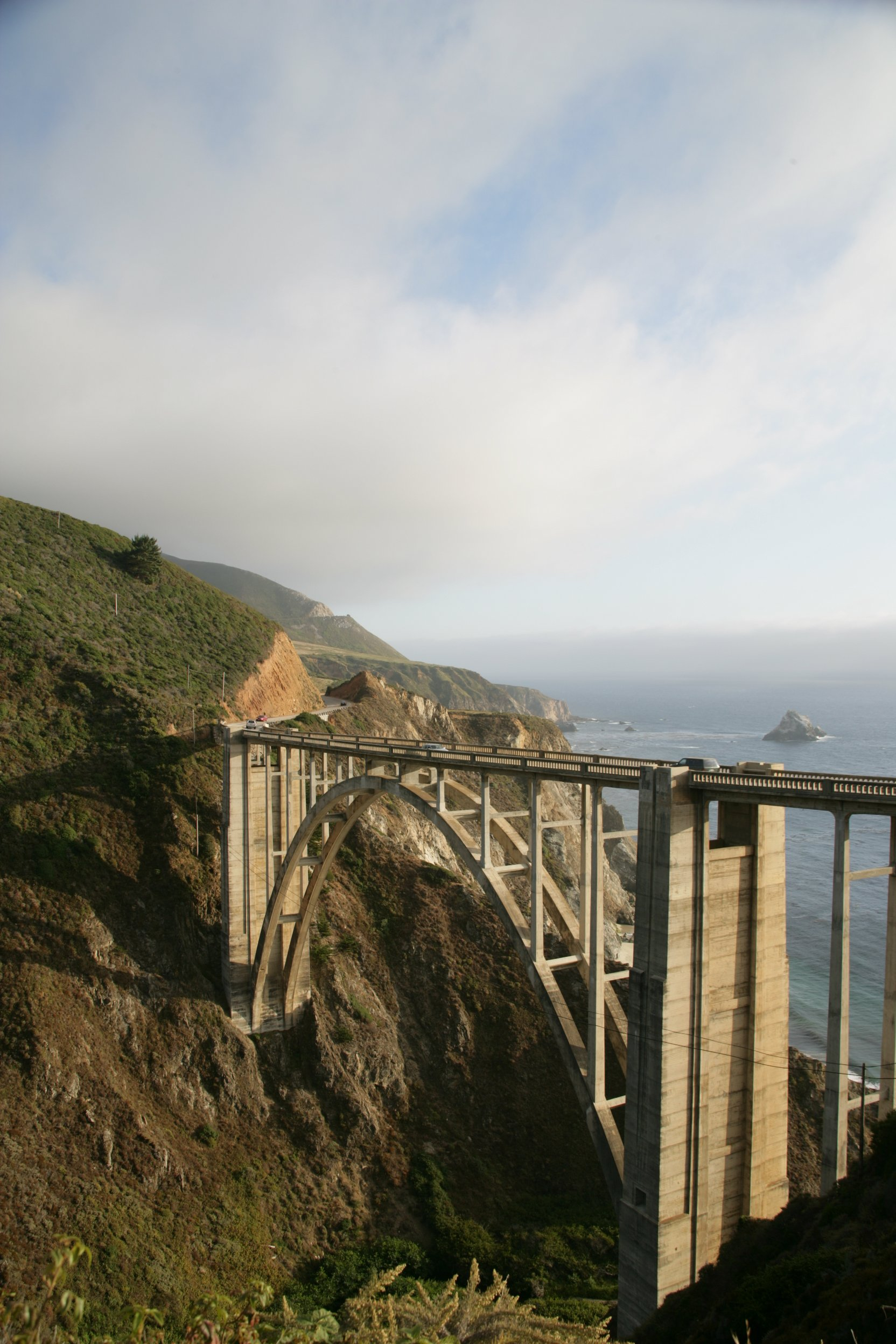
攝於下午
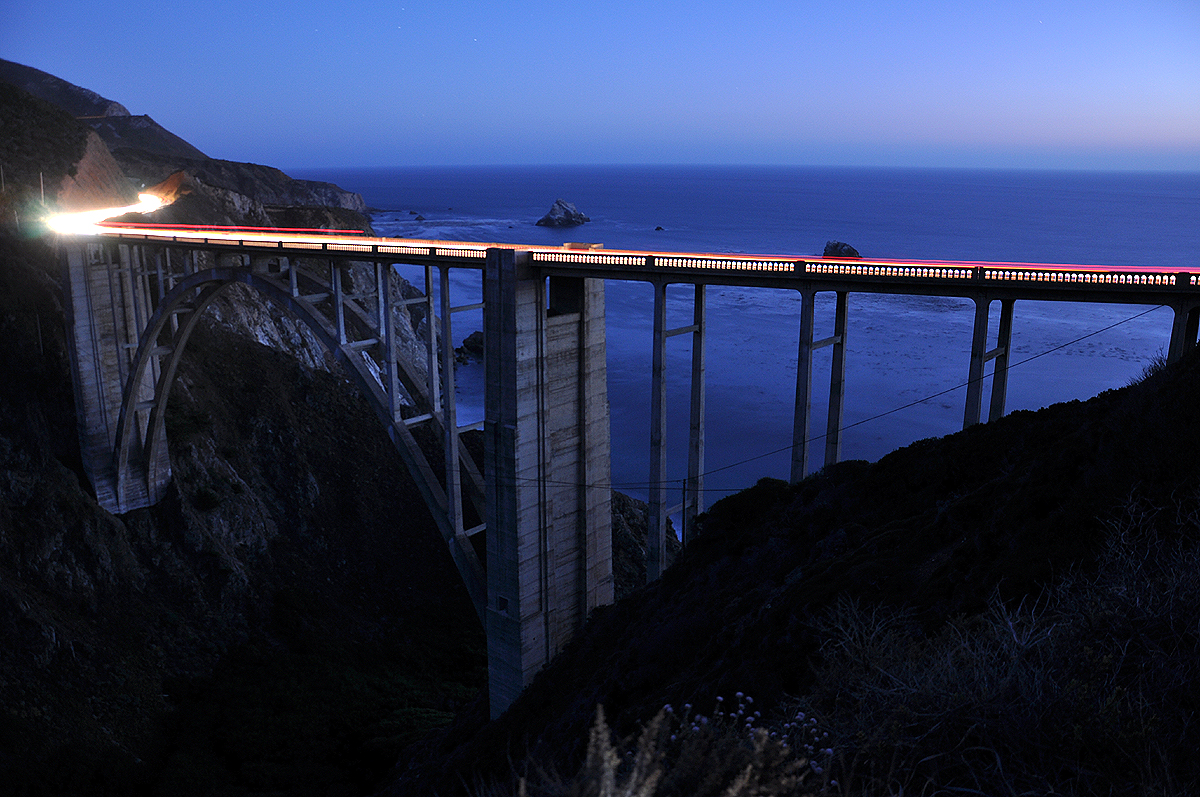
攝於黃昏
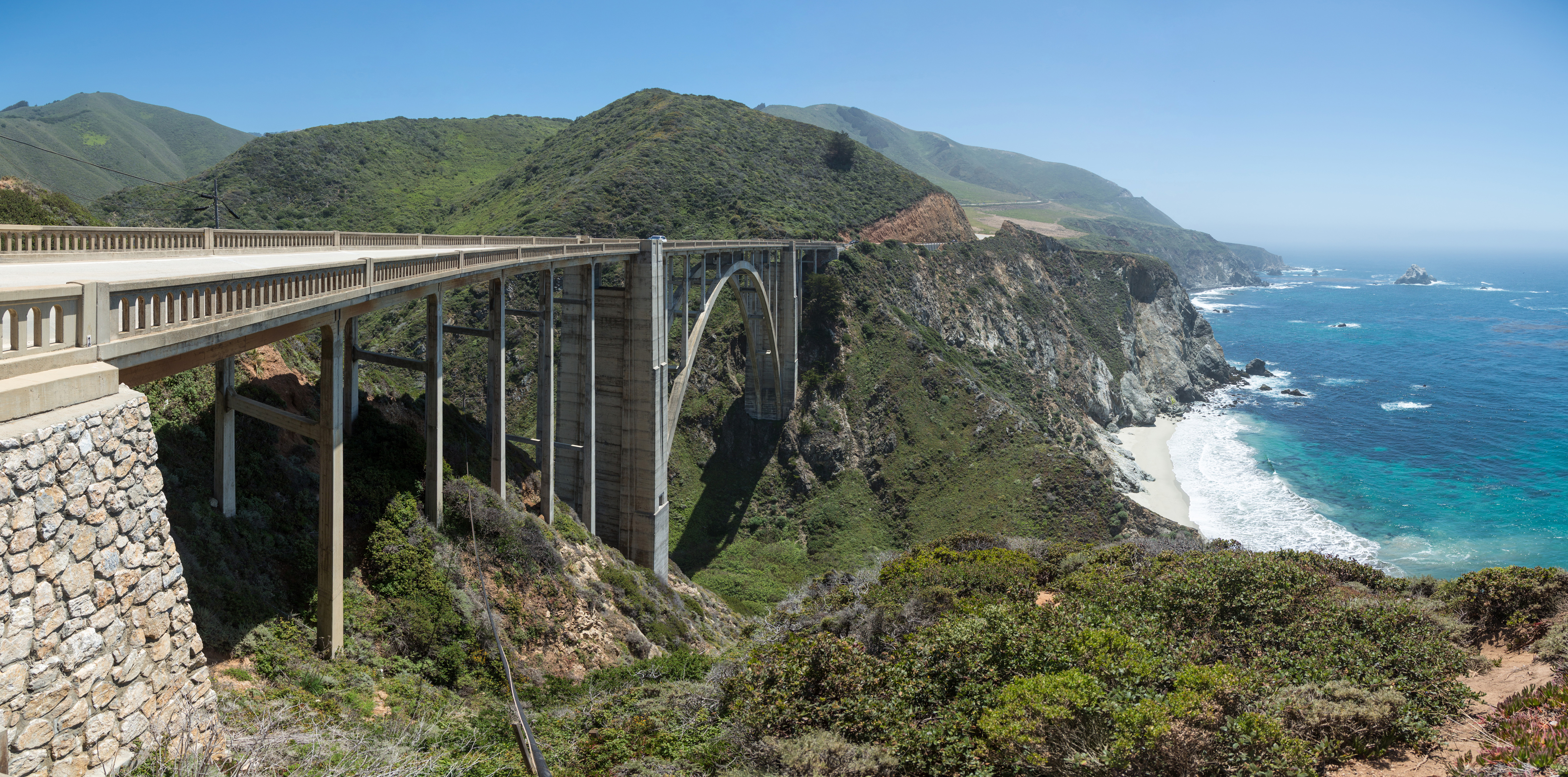
從北端望向大橋
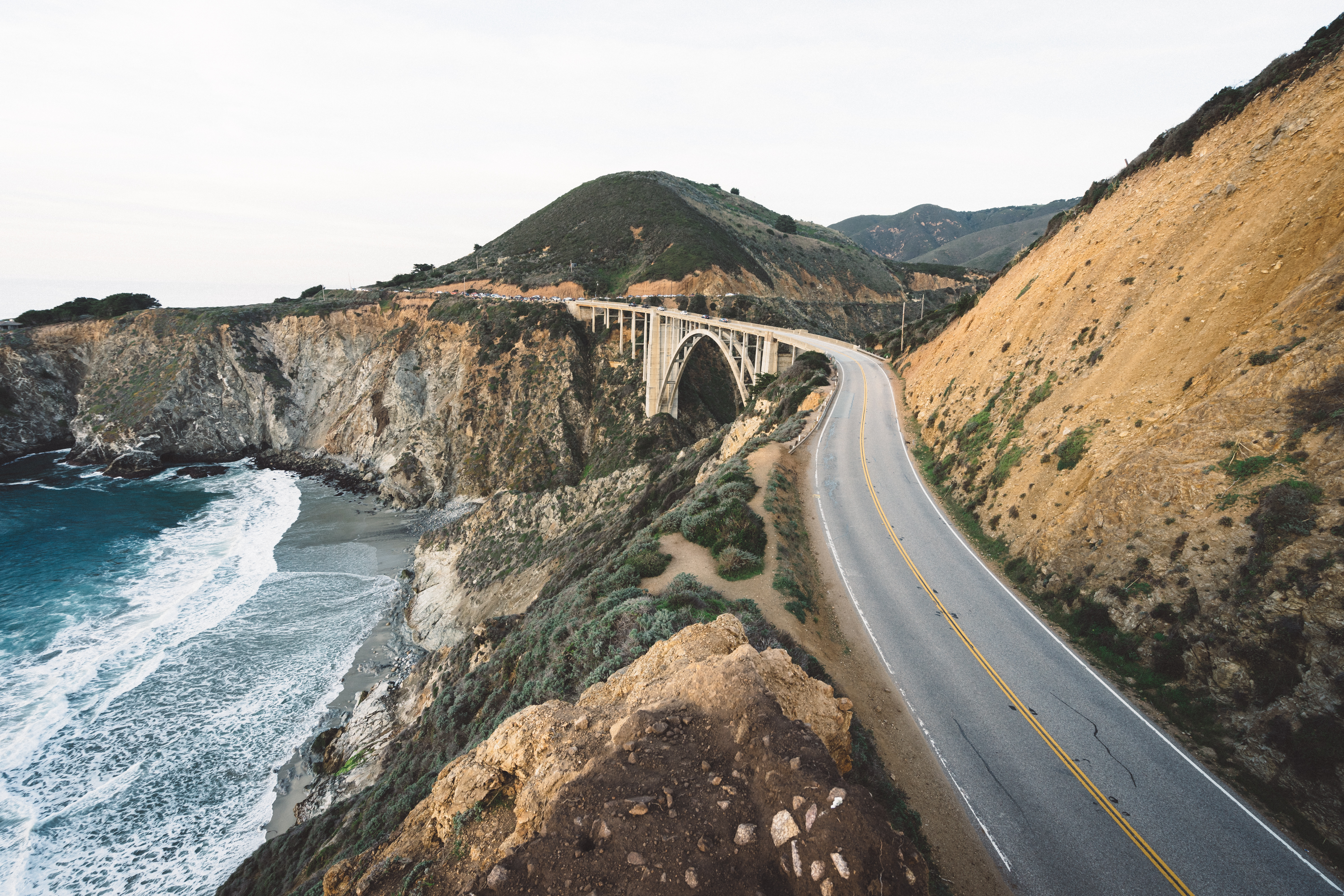
從南方望向大橋
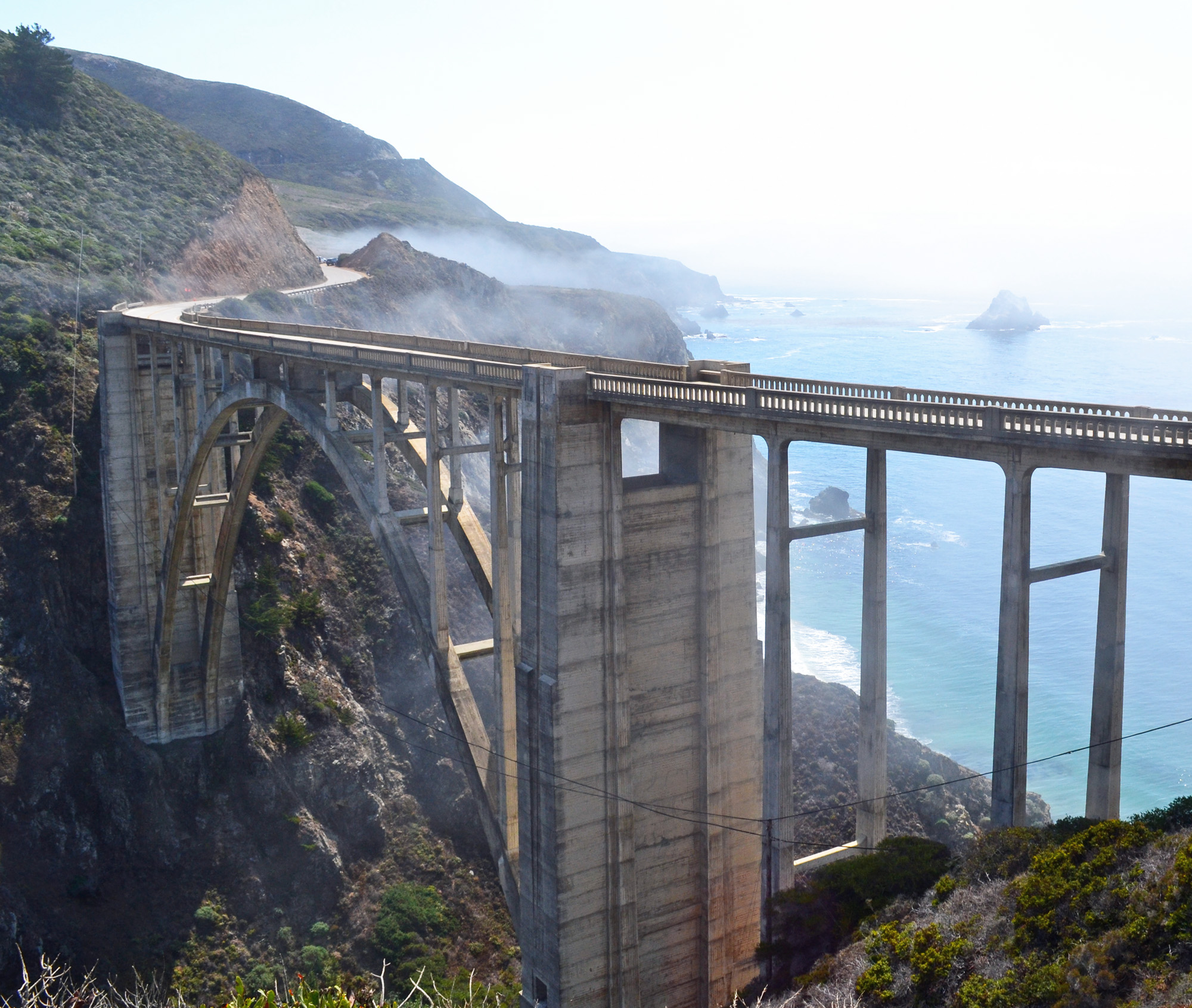
北端的橋塔

## 外部連結
- Pelicannetwork.net: Big Sur Bixby Bridge
- Popular Mechanics (April 1933) — Concrete Arch bridges California Canyon （页面存档备份，存于）